# Oidipuskomplex
Oidipuskomplex är ett begrepp inom Sigmund Freuds psykoanalys, som avser teorin att varje barn genomgår en utvecklingsfas där föräldern av samma kön uppfattas som en antagonist, en konkurrent, om den odelade kärleken från föräldern av motsatt kön. Termen har särskilt använts om en sons fixering vid modern. Begreppet hämtade Freud från den grekiska myten om Oidipus som aningslöst dödar sin far, kung Laïos, och gifter sig med sin mor, Iokaste.
Inom modern psykologi beskriver termen "Oidipuskomplexet" sonens undermedvetna strävan efter att hitta en partner med samma egenskaper som modern. Begreppet är dock inte helt accepterat inom den moderna psykologin.[källa behövs]
Den kvinnliga motsvarigheten till oidipuskomplexet kallas Elektrakomplex, använt av Carl Gustav Jung.

## Kritik
Psykoanalytikern Robert Langs menar att Freuds anammande av Oidipusmyten inte håller streck för det den avsetts att psykologiskt spegla, och ifrågasätter det rimliga i att bara en enda av världens alla kända myter skulle spegla något fundamentalt och djupt psykologiskt avgörande mänskligt så som Sigmund Freud gjorde den till, och som anammats av så många efterföljare. Langs menar att de enda inre drivkrafter Oidipus har är att söka sanningen om sitt ursprung, och att han blir offer för sitt öde; det öde som gudarna åt honom bestämt. Åtta delar av Oidipusmyten handlar om mord, självmord och våld, medan bara en del handlar om incest. Robert Langs hävdar att Sigmund Freud hade egna omedvetna motiv att ta sig an Oidipusmyten, och föreslår vad dessa kan ha handlat om.
Edvard Westermarck var en stark kritiker av Freud och hävdade att människan istället instinktivt har en motvilja mot incest. Denna motvilja angavs således inte vara någon social konstruktion utan genetiskt styrd. I praktiken angavs detta yttra sig genom en motvilja mot sex med personer som man kommit nära kontakt med när personerna växte upp. Effekten har fått namnet Westermarckeffekten och stöds av empiriska studier på arrangerade äktenskap mellan individer som saknar genetiska släktband, men som växt upp under syskonliknande förhållanden. Dessa studier har påvisat en hög frekvens av relationsproblem inom äktenskapen – bland annat en motvilja till sexuella handlingar med den äkta hälften.
Steven Pinker skrev i boken How the Mind Works att "Idén att pojkar vill ha sex med sina mödrar förefaller för de flesta män som den dummaste sak de hört. Uppenbarligen, så var inte fallet med Freud, som skrev att som pojke fick han en gång en erektion av att se sin moder klä på sig. Men Freud hade en amma och kan därför inte ha upplevt den tidiga nära kontakt som skulle fått hans perceptuella system att instinktivt inse att Mrs. Freud var hans moder."